# Mats Barkemo
Mats Ingemar Barkemo, född 17 september 1972, är en svensk före detta fotbollsspelare. 
Barkemo spelade för GIF Sundsvall i Allsvenskan. Barkemo spelade först som mittfältare, men blev försvarare när han kom till Sundsvall.

## Karriär
Barkemo är uppväxt i Lycksele och spelade som ung fotboll i Morön BK. Hösten 1996 flyttade han till Sundsvall för att studera till systemvetare på Mittuniversitetet. I samband med det började Barkemo träna med GIF Sundsvall och senare fick en plats i laget. Han spelade sju år i GIF Sundsvall och var med när klubben blev uppflyttad till Allsvenskan 1999. Barkemo spelade 96 matcher och gjorde två mål i Allsvenskan mellan 2000 och 2003. Totalt gjorde han 169 seriematcher i GIF (plus två kvalmatcher 2003) och på dessa tre mål.
I maj 2004 gick Barkemo till division II-laget Skellefteå AIK. I februari 2005 gick han till division IV-laget Sidsjö-Böle IF.